# Swedish Air Element Isaf MEDEVAC
Swedish Air Element ISAF Medical Evacuation benämns den enhet från Helikopterflottiljen som var grupperad på Camp Marmal utanför Mazar-i Sharif i Afghanistan inom ramen för ISAF. Förbandets uppgift är att tillhandahålla helikoptrar för sjukvårdstransporter för ISAF:s räkning. Enheten justerade sitt namn till Swedish Air Element ISAF UH-60 i samband med att de bytte helikoptesystem från Hkp 10 till Hkp 16.

## Insatser
SAE Isaf MEDEVAC benämndes insatsen som påbörjades i april 2011.
Förbandet flög Hkp 10B under den första tiden, men sedan mars 2013 nyttjar förbandet Hkp 16. Förbandet nyttjar 4 st Hkp 16 och har tilldelats anropssignalen "ICEPAC".